# Raymond Brown (cestista)
Raymond Brady Brown (Atlanta, 5 luglio 1965) è un ex cestista statunitense, professionista nella NBA, in Europa e in Sudamerica.

## Palmarès
- CBA All-Rookie First Team (1990)